# Anaxipha caledonica
Anaxipha caledonica är en insektsart som beskrevs av Otte, D. 1987. Anaxipha caledonica ingår i släktet Anaxipha och familjen syrsor. Inga underarter finns listade i Catalogue of Life.